# Oreogrammitis pleurogrammoides
Oreogrammitis pleurogrammoides är en stensöteväxtart som först beskrevs av Eduard Rosenstock och som fick sitt nu gällande namn av Barbara S. Parris.
Oreogrammitis pleurogrammoides ingår i släktet Oreogrammitis och familjen Polypodiaceae. Inga underarter finns listade i Catalogue of Life.